# Ilyushin Il-14

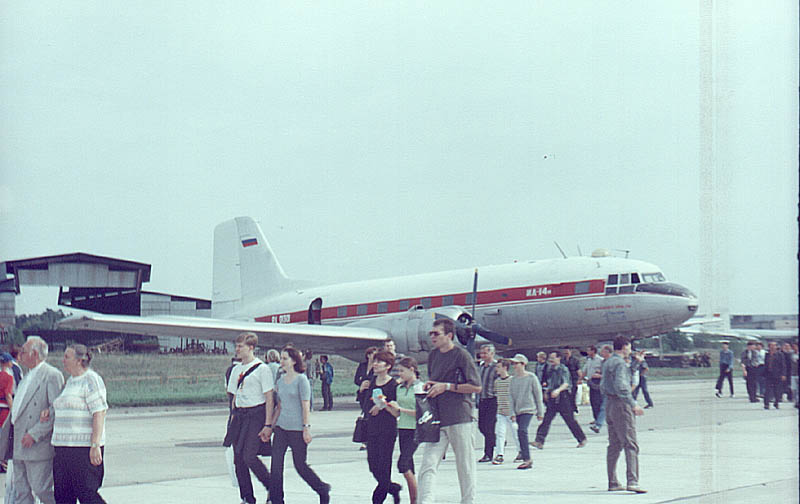
Il-14M.

El Ilyushin Il-14 (en ruso: Ил-14, designación OTAN: Crate) fue un bimotor comercial y de transporte para usos civil y militar soviético que voló primera vez el 13 de julio de 1950, entrando en servicio 4 años después. El Il-14 también se fabricó en Alemania Oriental por VEB Flugzeugbau, en Checoslovaquia como Avia 14 y en China bajo la denominación Y-6.

## Diseño y desarrollo

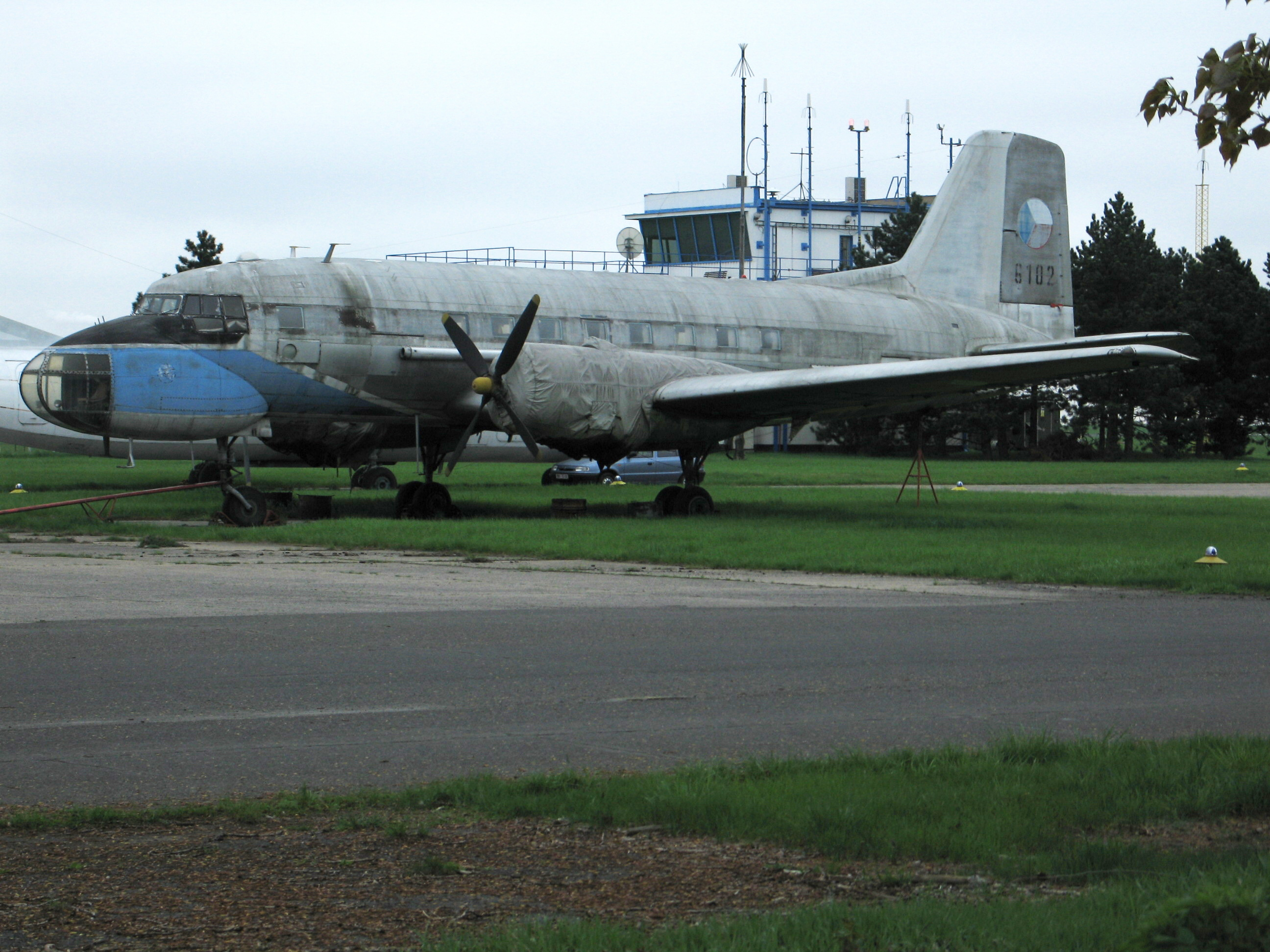
Versión fotográfica Avia Av-14 FG (Ilyushin Il-14 de fabricación checoslovaca), aeropuerto de Kbely, Praga

El Il-14 fue desarrollado como sustituto del famoso Douglas DC-3 y su versión soviética, el Lisunov Li-2. El Il-14 nació como una evolución del Ilyushin Il-12 de 1945. para uso intensivo tanto en aplicaciones civiles como militares. El Il-12 sufrió graves problemas de motor y la carga útil resultaba escasa (diseñado en principio para 32 pasajeros, en realidad solamente transportaba 18, algo que resultaba totalmente ineficiente).
El Il-14 resultó mucho más refinado que su predecesor, con alas rediseñadas, así como la deriva angular y agrandada y dos motores Shvetsov ASh-82T-7 de 1400 kW, cambios que mejoraron notablemente el rendimiento. Se construyeron más de 1.100, en 1960 producidos en la Unión Soviética y bajo licencia en Alemania Oriental y Checoslovaquia. Era un aparato fiable y ampliamente usado en zonas rurales con aeródromos limitados.

## Operadores

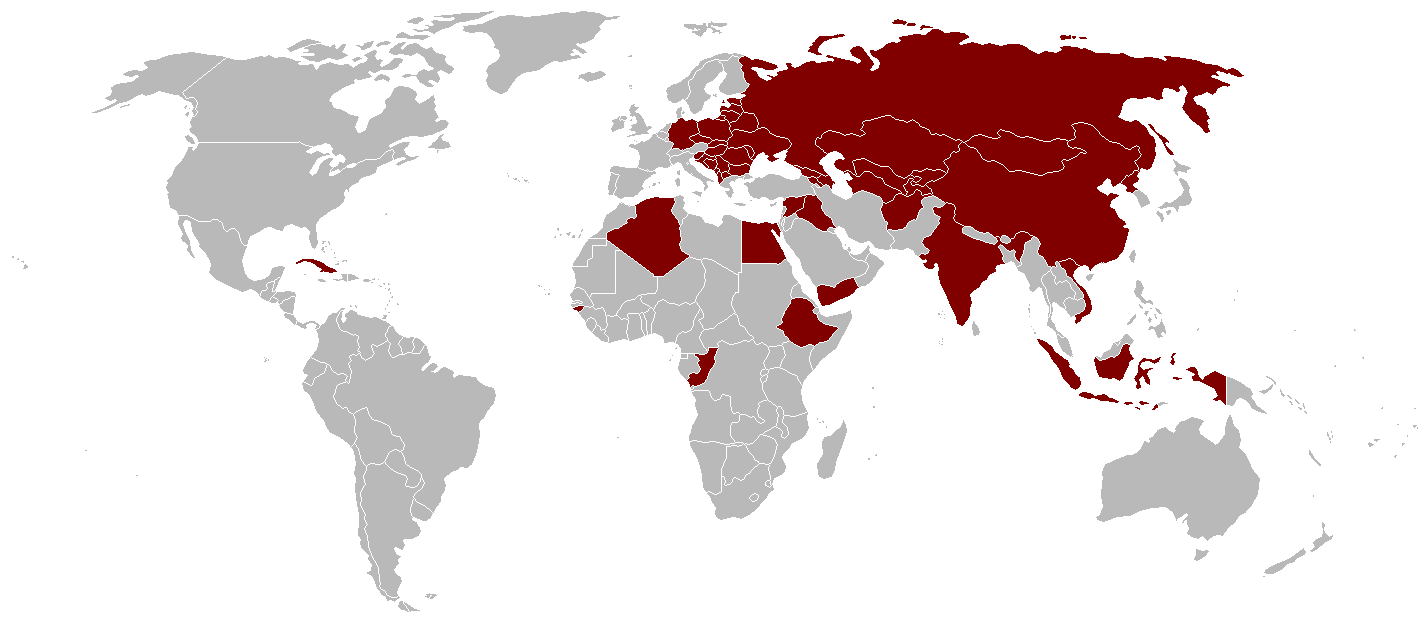
Países que operaron el Il-14.

Quedan muy pocas unidades capaces de volar, además de algunas otras utilizadas para carga o mantenidas por aficionados y clubs de aviación. Sin embargo, la versión china sin licencia denominada Y-6 siguió en servicio en la Fuerza Aérea del Ejército Popular de Liberación en labores de entrenamiento hasta finales de los 80.

### Operadores militares

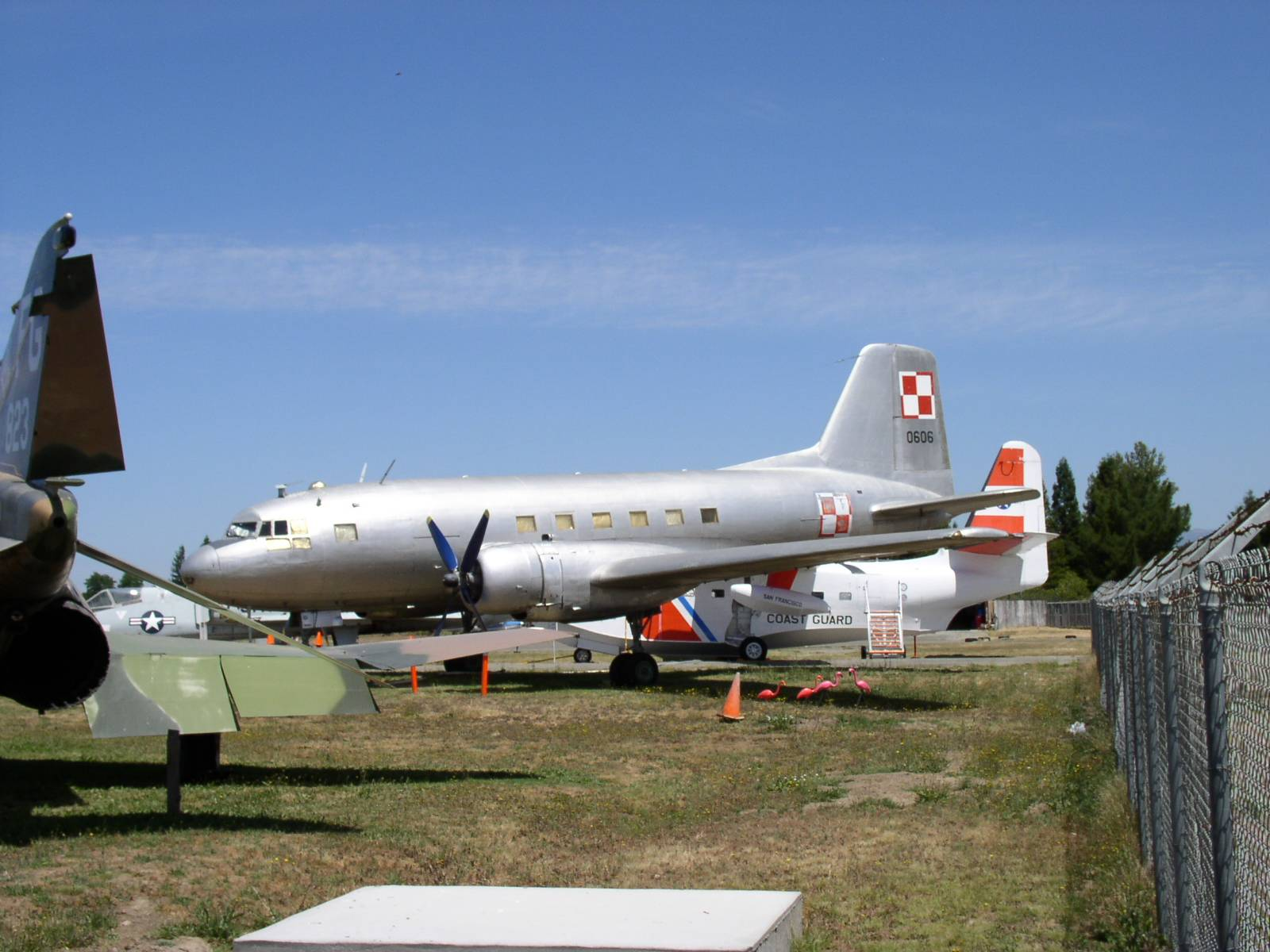
Ilyushin Il-14.

- Afganistán: Desde 1955 la Fuerza Aérea Afgana recibió 26 unidades[4]  En 1979 se redujeron a 10, formando un único escuadrón.[5]
- Albania: 11 unidades fueron operadas por la Fuerza Aérea albanesa desde 1957, abandonando el último aparato el servicio activo en 1999. 8 Il-14M fueron entregados desde 1957, de los cuales 4 permanecían en activo en 1979.[5] Un Avia Il-14T junto con dos VEB Il-14P fueron entregados en 1983 y retirados en 1996.[4]
- Argelia: 12 unidades fueron entregadas desde 1962 y 1997.[4] De todas ellas solo permanecieron activas 4 desde 1979.[5]
- Bulgaria: Desde 1969 recibieron 20 aparatos, incluyendo algunos Avia Il-14M y VEB Il-14P.[4] El Il-14P fue retirado en 1974, y solamente 4 Il-14M seguían en 1979.[5]
- China: Desde 1955 la Fuerza Aérea del Ejército Popular de Liberación recibió 50 unidades, de las cuales la mayoría correspondían a la versión local sin licencia del Il-14M, el Y-6. Algunos también fueron utilizados por la Armada del Ejército Popular de Liberación. Las últimas unidades permanecieron en servicio hasta finales de los 90.[4]
- República del Congo: Entre 1950 y 1997 utilizaron 5 unidades.[4]  All were reported on strength in 1979.[5]
- Cuba: 20 unidades recibidas desde 1961 y utilizadas algunas de ellas hasta 1992.[4]
- Checoslovaquia: 50 unidades operaron desde 1958, aunque la mayoría eran versiones locales (Avia 14) entregadas a partir de 1968. La mayor parte de ellas fueron retiradas del servicio antes de la separación de Checoslovaquia, aunque un reducido número permaneció en activo durante un breve período en las respectivas fuerzas armadas.[4]
- República Democrática Alemana: Fueron entregadas 30 unidades, comenzando con 11 aviones Ilyushin originales de 1956 para posteriormente recibir otras 19 de fabricación local por VEB Flugzeugbau. 20 de ellos siguieron en activo hasta 1979,[5] siendo retiradas en su totalidad en 1990 de manera que ninguna llegó a ser operada por la Luftwaffe de la Alemania reunificada.[4]
- Egipto: La Fuerza Aérea operó unos 70 desde 1955, la mayoría de fabricación soviética, si bien recibieron algunos modelos VEB alemanes en 1957. Muchos fueron abatidos por Israel en diferentes conflictos, sobreviviendo 26 unidades tras los acuerdos de paz de 1979.[5]  Las sucesivas adquisiciones de material occidental llevaron a estos aparatos a su retirada en 1994.[4]
- Etiopía: 2 unidades adquiridas en 1965, de las cuales una permaneció en servicio hasta 1979[5] para ser finalmente retirada en 1994.[4]
- Guinea-Bisáu: Mantiene 4 unidades operativas desde 1979.[5]
- Hungría: Desde 1955 la Fuerza Aérea Húngara operó 10 unidades, algunas de ellas VEB de fabricación alemana, siendo retiradas a lo largo de 1993.[4]
- India: Entre 1955 y 1979 mantuvieron operativas 26 unidades.[4][5]
- Indonesia: Entre 1957 y 1975 mantuvieron operativas 22 unidades.[4][5]
- Irak: 13 Il-14M fueron entregados en 1958, de los cuales 3 permanecieron en servicio hasta 1979.[5] El último fue retirado tras la primera Guerra del Golfo.[4]
- Mongolia: 15 unidades fueron entregadas desde 1956, quedando activas 6 en 1979[5] y ninguna desde 1994.[4]
- Corea del Norte: Operó unas 15 unidades desde 1958 restando en servicio menos de 10 en 1979[5] y retirando la última en 1998.[4]
- Yemen del Norte: Desde 1958 recibieron unos 6 aparatos, de los cuales en 1979 solamente operba uno,[5] que fue traspasado al Yemen unificado.
- Polonia: Entre 1955 y 1995 mantuvieron operativos 12 aparatos de procedencia soviética y alemana.[4]
- Rumania: 33 entregados desde 1955, incluyendo 30 VEB alemanes de 1961. En 1979 solamente seguían operativos 4,[5] siendo retirado el último de ellos en 1983.[4]
- Yemen del Sur: Entre 1966 y 1988 operó 4 unidades.[4]
- :  235 aparatos operados entre 1954 y 1979.[5]
- Siria: 16 entregados desde 1957, con 8 activos en 1979[5] y retirando los últimos en 1998.[4]
- Vietnam: 45 entregados desde 1958, con 12 activos en 1979[5] y todos retirados en 1998.[4]
- Yemen: Heredó un aparato del Yemen del Norte en 1990 que se mantuvo en servicio durante un breve período antes de ser retirado.[4]
- Yugoslavia: 12 unidades entregadas desde 1963, quedando 10 activas en 1979[5] y ninguna en 1998.[4]

### Operadores civiles
Bulgaria
- Balkan Bulgarian Airlines
- Tabso

 China
- CAAC
- Shanxi Airlines
- Wuhan Airlines
- Zhongyuan Airlines

 Cuba
- Aerocaribbean
- Cubana

 Checoslovaquia
- CSA Czech Airlines

 República Democrática Alemana
- Interflug

 Hungría
- Malév

 Mali
- Air Mali

 Mongolia

Ilyushin Il-14

- Mongolian Airlines - UVS-MNR Air Mongol

 Corea del Norte
- CAAK

 Polonia
- Polskie Linie Lotnicze LOT operó 20 unidades entre 1955 y 1974
- AEROPOL

 Rumania
- Tarom

- Aeroflot

 Yemen
- Yeman Airlines

 Yugoslavia
- JAT

### Desarrollos relacionados
- Ilyushin Il-12

### Listas relacionadas
- Aviones de pasajeros de Ilyushin: Il-12 · Il-14 · Il-18 (1947) · Il-18 · Il-62 · Il-86 · Il-96 · Il-114